# Lantianski človek
Lantianski človek (poenostavljeno kitajsko: 蓝田人; tradicionalno kitajsko: 藍田人; pinjin: Lántián rén), Homo erectus lantianensis) je podvrsta Homo erectusa, znana po skoraj popolni čeljusti iz vasi Čenčiavo (陈家窝), odkriti leta 1963, in delni lobanji iz vasi Gongvangling (公王岭), odkriti leta 1964, ki je v okrožju Lantian na puhlični planoti. Prvi datira v obdobje pred približno 710–684 tisoč leti, drugi pa pred 1,65–1,59 milijona let. Zaradi tega je Lantianski človek drugi najstarejši trdno datiran H. erectus zunaj Afrike (za H. e. georgicus) in najstarejši v vzhodni Aziji. Fosile je prvi opisal Voo Džu-Kan leta 1964, ki je podvrsto imel za prednika Pekinškega človeka (H. e. pekinensis).
Tako kot Pekinški človek ima tudi Lantianski človek močan obrvni greben, umaknjeno čelo, morda sagitalni greben, ki poteka čez srednjo črto lobanje, in pretirano odebeljeno kost. Lobanja je po absolutni meri majhna in ima ožjo postorbitalno zožitev. Zobje so sorazmerno veliki v primerjavi z drugimi azijskimi vrstami H. erectus. Prostornina možganov lobanje Gongvanglinga je približno 780 cm³, podobno kot pri sodobnih arhaičnih ljudeh v Afriki, vendar veliko manjša kot pri kasnejšem azijskem H. erectusu in sodobnih ljudeh.
Lantianski človek je naseljeval blaga travišča ob severnem vznožju gorovja Činling. Od kamnitih orodij je Lantianski človek izdeloval predvsem težka orodja, vključno s sekalniki, sferoidi, težkimi strgali, ročnimi sekirami, krampi in pestnjaki. Slednja tri so značilna za ašelsko industrijo, ki se običajno uporablja le na afriških in zahodnoevrazijskih najdiščih. Zdi se, da so ašelci v tej regiji obstajali veliko dlje kot drugje.

## Taksonomija
19. julija 1963 je ekipa, ki jo je financiral Kitajski inštitut za paleontologijo in paleoantropologijo vretenčarjev (IVPP), v bližini vasi Čenčiavo v okrožju Lantian v provinci Šaanši v severozahodni Kitajski odkrila fosil človeške spodnje čeljusti. Našli so jo v spodnjem delu 30 m debele plasti rdečkaste gline, na vrhu meter debele plasti gramoza. Lantian leži na Puhlični planoti, ki je geološko stratificirana v izmenične enote puhlice (sedimentne usedline, ki jo nosi veter) in paleosola (talne usedline). Spodnjo čeljust je leta 1964 uradno opisal kitajski paleoantropolog Voo DŽu-Kan (吴汝康), ki je opazil njeno podobnost s Pekinškim človekom (takrat Sinanthropus pekinensis) in jo začasno uvrstil med Sinanthropus lantianensis. To je spodbudilo nadaljnje raziskave okrožja Lantian, v katerih so do konca maja 1964 na najdišču Gongvangling ob vznožju gorovja Činling odkrili človeški zob, do oktobra pa preostanek lobanje. Woo jo je prav tako uvrstil v rod S. lantianensis, vendar je pozneje istega leta ugotovil, da rod izgublja na veljavi in da je bil sinonim za Homo erectus. Priporočil je kombinacijo Homo erectus lantianensis. Kljub temu je lobanja preveč deformirana, da bi morfološko ocenili odnos Lantianskega človeka z drugimi populacijami H. erectus, zato ni jasno, ali sta si Lantianski človek in Pekinški človek tesneje povezana kot Javanski človek (H. e. erectus).
Odkritje Lantianskega človeka se je zgodilo sredi vedno večjega števila kitajskih najdišč fosilnih opic, zaradi česar je država postala središče antropoloških razprav, ki presegajo slavnega Pekinškega človeka v prestolnici. Ta najdišča so bila objavljena v lokalnih muzejih najdišč, zgrajenih v 1980-ih in 1990-ih; Lantianski človek je postal eden takšnih spektaklov za Zgodovinski muzej Šaanši.
Lantianski človek je bil že zgodaj prepoznan kot starejši od Pekinškega človeka zgolj iz morfoloških razlogov. Leta 1973 sta ameriška antropologa Jean Aigner in William S. Laughlin na podlagi živalskih ostankov (biostratigrafija) predlagala, da je bilo najdišče Čenčiawo odloženo pred 300.000 leti, najdišče Gongvangling pa pred 700.000 leti, pri čemer je bilo omejeno na srednji pleistocen. Leta 1978 sta kitajska paleoantropologinja Ma Šinghua in sodelavci z uporabo paleomagnetizma ocenila, da je bilo odloženo pred 650.000 oziroma 750 do 800 tisoč leti, kar se je razširilo v zgodnji pleistocen. Kasneje istega leta so kitajski paleoantropologi Čeng Gouliang in sodelavci namesto tega poročali o 500.000 oziroma 1 milijonu let. Leta 1984 sta kitajska paleoantropologa Liu Dongšeng in Ding Menglin predlagala, da plasti datirajo pred 500.000 do 690.000 oziroma 730 do 800 tisoč let. Leta 1989 sta kitajska paleoantropologa An Džišeng in Ho Čuan Kun stratigrafsko umestila Čenčiavo v paleotalno enoto 5, lobanjo Gongvangling pa v paleotalno enoto 15 ter ju paleomagnetno datirala na 650.000 oziroma 1,15 milijona let nazaj. S tem je bil Lantianski človek takrat najstarejša trdno datirana azijska človeška vrsta.
Anova in Hojeva datacija je postala široko uporabljena, vendar so leta 2015 kitajski paleoantropolog Džu-ju Džu in sodelavci opazili diskontinuiteto v stratigrafiji, zaradi česar je bila čeljustnica Čenčiavo umeščena v paleotalno enoto 6, lobanja Gongvangling pa vse do konca v paleotalno enoto 23. To pomeni, da sta stari od 1,65 do 1,59 milijona oziroma od 710 do 684 tisoč let. Lantianski človek je torej približno sočasen z najzgodnejšimi ljudmi, ki so zapustili Afriko: 1,75 milijona let starimi ljudmi iz Dmanisija (H. e. georgicus), 1,6–1,5 milijona let starimi ljudmi iz Sangira (H. e. erectus) in 1,7–1,4 milijona let starimi ljudmi iz Juanmouja (H. e. yuanmouensis). Leta 2018 je Džu poročal o 2,1 milijona let starih kamnitih orodjih na najdišču Šangčen v Lantianu. Takšni zgodnji datumi kažejo, da se je H. erectus po odhodu iz Afrike hitro razširil po starem svetu. Leta 2011 so indonezijski paleoantropolog Jahdi Zaim in sodelavci predlagali, da sta odprta habitata Kitajske in jugovzhodne Azije kolonizirala dva različna vala H. erectusa na podlagi zobne anatomije, ki ju južno od reke Činling ločuje pas deževnega gozda.

## Anatomija
Lobanja Gongvanglinga je relativno popolna in obsega čelno kost (čelo), večino temenskih kosti (vrh glave), desno temporalno kost (strani glave), spodnje robove nosnih kosti (med očmi) in dele maksil (zgornje čeljusti). Je nekoliko deformirana, desna orbita štrli bolj kot leva, več elementov je rahlo sploščenih, vdolbine in sredina čelne kosti so zaradi korozije neravne, leva temenska kost pa se upogne nekoliko bolj kot običajno. Na podlagi velikosti in obrabe kočnikov (in ob predpostavki, da se razgrajujejo hitreje kot pri sodobnih ljudeh) je VWoo ocenil, da je bila posameznica 30-letna ženska. Na splošno je lobanja precej arhaična in po Voojevih besedah spominja na sodobno lobanjo Mojokerta z Jave. Voo je izračunal volumen možganov približno 780 cm³, kar je za H. erectus precej malo. Za primerjavo, kasnejši azijski H. erectus je imel povprečno približno 1000 cm³, današnji sodobni ljudje pa 1270 cm³ za moške in 1130 cm³ za ženske. Sodobni afriški arhaični ljudje (H. habilis, H. rudolfensis in H. e? ergaster) so imeli od 500 do 900 cm³.
Tako kot pri Pekinškem človeku je obrv trdna, neprekinjena prečka; čelo je nizko in se umika; morda je bila čez srednjo črto sagitalnega grebena, vendar je območje preveč erodirano, da bi to dokončno ugotovili. Dve trdi plasti kosti (ločeni z gobasto diploo) v lobanji sta izjemno odebeljeni. Časovne črte, ki se ločijo čez temenske kosti, so grebeni. Za razliko od pekinškega človeka se obrv na sredini bolj izboči in se ne konča s sulkusom (določeno vdolbino), temveč se razteza še dlje. Lantianski človek ima tudi večjo zožitev za očmi. Nosne kosti so precej široke. Orbite so pravokotne in nimajo supraorbitalne odprtine in solzne jame. Zgornji drugi molar je daljši in ožji od tretjega. Voo je rekonstruiral dolžino lobanje in širino kot 189 mm × 149 mm, kar je veliko manj kot pri odraslih dimenzijah pekinškega ali javanskega človeka.
Čenčiavojeva spodnja čeljust je bila takrat najpopolnejša spodnja čeljust iz pleistocena na Kitajskem, saj je ohranila večino elementov, razen delov vej (vzpenjajočega se dela, ki se povezuje z lobanjo). Voo je glede na velikost in obrabo zob primerek štel za starejšo žensko. Spodnja čeljust je večinoma skladna s spodnjo čeljustjo pekinškega človeka, le da se vejice vzpenjajo pod manjšim kotom, da je mentalna odprtina nameščena nižje, vrste molarjev imajo bistveno večje kote in zobje so večji, kot bi pričakovali pri ženski.

### Patologija
Čenčiavojevi spodnji čeljusti manjkajo tretji molarji, verjetno gre za genetsko motnjo, kar je prvi tak primer pri izumrli človeški vrsti. Desni lični zobje, zlasti prvi molar, so propadali in so nenormalno odebeljeni, kar kaže na bolezen dlesni. Zaradi tega je bil izgubljen tudi prvi premolar. Kljub temu se pri nobenem od zob ni razvil karies.

## Kultura

### Paleookolje
Puhlična planota je območje, bogato s fosili; združba sesalcev kaže, da je v pleistocenu ostala večinoma blago travišče. Gongvangling leži ob vznožju gorovja Činling, ki je danes naravna pregrada, ki ločuje severno in južno Kitajsko, na severu planote, na jugu pa gozdove, vendar takrat morda ni predstavljalo tako nepremostljivega zidu. Posledično med 41 drugimi odkritimi vrstami sesalcev Gongvangling vključuje tudi več živalskih vrst, značilnih za Južno Kitajsko: orjaškega pando, slona Stegodon orientalis, tapirja Tapirus sinensis, orjaškega tapirja, Chalicotheriidae Nestoritherium sinensis, čopastega jelena (Elaphodus cephalophus), južnega serova (Capricornis sumatraensis) in toponoso opico. Druga gozdna bitja (ki niso značilna za jug) so: medved Ursus etruscus, prašič Sus lydekker ter jelena Cervus grayi in Sinomegaceros konwanlinensis. Pogostejša so bila travniška in odprta habitatna bitja, vključno z: jazbeci, orjaško hijeno Pachycrocuta, džoukoudijskim volkom Canis variabilis, tigrom, leopardom, gepardu podobnim Sivapanthera, sabljozobim Megantereon, konjem Equus sanmemiensis, nosorogom Dicerorhinus, govedom Leptobos in več glodavcev. Ta združba kaže na blago in polvlažno podnebje, z planotami, ki mejijo na gozdnate gore. V Čenčiavou živijo doljska divjad, azijski jazbec, tiger, azijski slon, S. lydekkeri, Sinomegaceros in C. grayi, poleg sedmih vrst severnih glodavcev, kar je skladno s toplim, polvlažnim do polsušnim travnatim in grmičastim okoljem.

### Tehnologija
Dolgo časa je veljalo, da se kitajska tehnologija kamnitega orodja tako razlikuje od sodobnih zahodnih najdišč, da sta bili neprimerljivi, prva je bila označena kot preprosta industrija sekačev, druga pa kot industrija ročnih sekir (ašeljska doba). Leta 1944 je ameriški arheolog Hallam L. Movius narisal Moviusovo črto, ki je ločevala zahod od vzhoda. Ko je kitajska arheologija napredovala v 1980-ih, so na Kitajskem odkrili značilna ašeljska orodja (vključno z lantiansko dobo), stroga Moviusova črta pa je razpadla.
Do leta 2014 je bilo v bližini Čenčiavo in Gongvangling odkritih skupno 27 najdišč kamnitega orodja iz zgodnjega do srednjega pleistocena, poleg dveh najdišč iz poznega pleistocena. Leta 2018 so Džu in sodelavci poročali o 2,1 milijona let starih kamnitih orodjih na najdišču Šangčen na Puhlični planoti, kar je najstarejši dokaz o ljudeh zunaj Afrike. V Gongvanglingu so izkopali le 26 kamnitih orodij, 20 na sosednjih najdiščih in 10 iz Čenčiava. Skupaj najdbe iz zgodnjega do srednjega pleistocena sestavljajo predvsem težka orodja, vključno s sekirami, ročnimi sekirami, krampi, cepilniki, sferoidi in težkimi strgali, izdelanimi pretežno iz lokalnega rečnega prodnika – kvarcita, kremena, sivega kamna in magmatskih prodnikov – in redkeje iz kakovostnejšega peščenjaka, apnenca in roženca. Ročne sekire, cepilniki in pestnjaki so značilni za ašelsko obdobje, ki je očitno nekaj časa prevladovalo v tej regiji, tudi ko je zahod v poznem pleistocenu prehajal v srednjo kameno dobo/srednji paleolitik. Zdi se, da so imeli raje tehniko bipolarnega udarjanja (razbijanje jedra na več lusk s kladivom, od katerih bi moralo biti vsaj nekaj pravilne velikosti in oblike) in manj pogosto tehniko klesanja z nakovalom (udarjanje jedra ob nakovalo, da se koščki počasi klešejo v uporaben rob).